# Estación de Masalfasar
Masalfasar, antiguamente denominada «Massalfassar-Albuixech», es una estación ferroviaria situada en el municipio español de Masalfasar en la provincia de Valencia, Comunidad Valenciana. Forma parte de las líneas C-5 y C-6 de la red de Cercanías Valencia.

## Situación ferroviaria
La estación se encuentra en el punto kilométrico 15,2 de la línea férrea de ancho ibérico que une Valencia con Tarragona a 7,97 metros de altitud. Actualmente el trazado en el tramo Valencia-Castellón de la Plana es de ancho mixto.

## Historia
La estación fue inaugurada el 20 de abril de 1862 con la apertura del tramo Valencia-Sagunto de la línea que pretendía unir Valencia con Tarragona. Las obras corrieron a cargo de la Sociedad de los Ferrocarriles de Almansa a Valencia y Tarragona o AVT que previamente y bajo otros nombres había logrado unir Valencia con Almansa. Inicialmente la estación recibió el nombre de Masalfasar-Albuixec ya que era compartida por ambos municipios. En 1889, la muerte de José Campo Pérez principal impulsor de la compañía abocó la misma a una fusión con Norte. En 1941, tras la nacionalización del ferrocarril en España la estación pasó a ser gestionada por la recién creada RENFE.
El 23 de noviembre de 1976, fue escenario de un grave accidente al chocar un tren de viajeros que procedía de Barcelona con un camión cargado de vigas de hierro que se había quedado parado en un paso a nivel situado justo antes de la estación. Tras el impacto, el tren que no tenía parada en Masalfasar-Albuixec fue arrastrando dichas vigas causando graves daños a las instalaciones y a las personas que se encontraban en ellas. En total 14 personas fallecieron y 21 resultaron heridas. Debido al accidente se decidió suprimir el paso a nivel y derribar la estación y andenes para construir dos nuevas estaciones, más próximas a los municipios entre los cuales se encontraba, la de Masalfasar y la de Albuixec.
Desde el 31 de diciembre de 2004 Renfe Operadora explota la línea mientras que Adif es la titular de las instalaciones ferroviarias.

## Servicios ferroviarios

### Cercanías
Actualmente solamente algunos trenes de cercanías (aproximadamente el 40% en laborables) de las líneas C-5 y C-6 realizan parada en la estación.
| procedencia/destino | < estación | Línea | estación > | destino/procedencia   |
| ------------------- | ---------- | ----- | ---------- | --------------------- |
| Valencia-Norte      | Albuixech  |       | El Puig    | Caudiel               |
| Valencia-Norte      | Albuixech  |       | El Puig    | Castellón de la Plana |